# Лужичани (племе)
Лужичаните (на долнолужишки: Łužycanarje; на горнолужишки: Łužičenjo; на латински: Lusitzi) са западнославянско племе, част от племенния съюз на лужишките сърби. Населяват земи по горното и средно течение на река Спревя, с главно селище град Хошебуз в днешната историко-географска област Долна Лужица, СИ Германия.
Те са предци на съвременния западнославянски народ лужишки сърби (лужичани).